# Гватемала (департамент)
Гватемала (ісп. Guatemala) — один з 22 департаментів республіки Гватемала. Адміністративний центр і найбільше місто — Гватемала, яке також є столицею країни.

## Пам'ятки

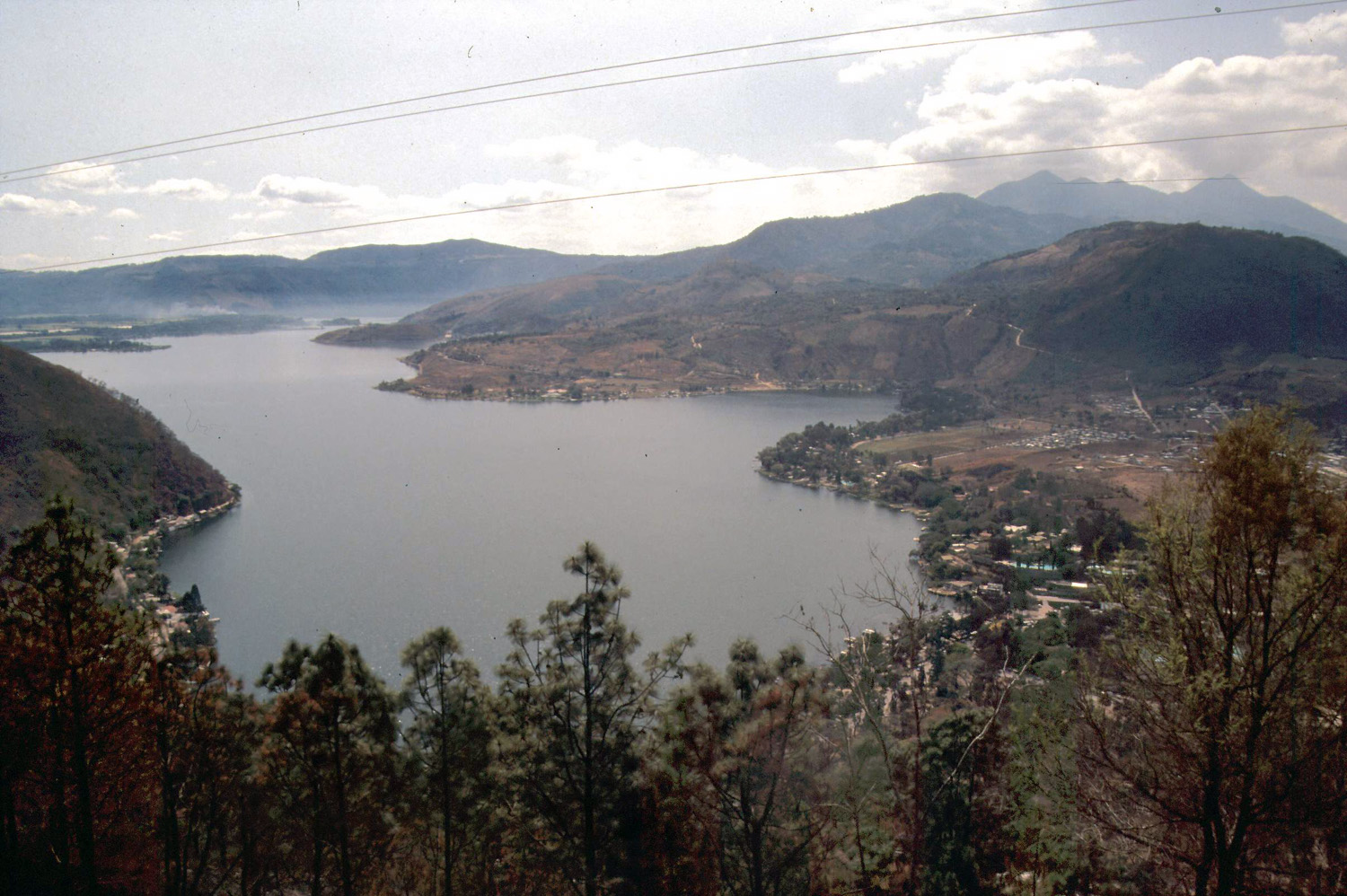
Озеро Аматітлан

Департамент Гватемала має великий туристичний потенціал. На території департаменту лежать озеро Аматітлан, парк Організації Об'єднаних Націй в Аматітлані. Велика частина туристичних об'єктів міститься в столиці, наприклад, городище Камінальхую. Влада департаменту і міста роблять ставку на розвиток туризму, в Гватемалі можна побачити нічні клуби, торгові центри, ресторани, курорти, зоопарк «Аврора», безліч торгових центрів, музей історії, антропології, природничих наук, ботанічні сади, традиційні ринки, та історичні житлові райони.

## Муніципалітети
В адміністративному відношенні департамент підрозділяється на 17 муніципалітетів:
- Гватемала
- Санта-Катаріна-Пінула
- Сан-Хосе-Пінула
- Сан-Хосе-дель-Гольфо
- Паленсія
- Чинаутла
- Сан-Педро-Аямпук
- Міско
- Сан-Педро-Сакатепекес
- Сан-Хуан-Сакатепекес
- Сан-Раймундо
- Чуарранчо
- Фрайханес
- Аматітлан
- Вілья-Нуева
- Вільа-Каналес
- Сан-Мігель-Петапа